# Списак епизода серије Код Лиоко
Ко̂д Лиоко је француска анимирана серија. Има 121 епизоде и увод из два дела, у 5 сезона.

## 1. сезона
- 1. Џиновски меда
- 2. Тешко је поверовати док не видиш
- 3. Распуст у диму
- 4. Дневник
- 5. Велики квар
- 6. Страшна дилема
- 7. Проблем са ликом
- 8. Рез
- 9. Сателит
- 10. Девојка из снова
- 11. Невоља
- 12. Осе у акцији
- 13. У прави час
- 14. Замка
- 15. Гас смејавац
- 16. Клаустрофобија
- 17. Амнезија
- 18. Песма убица
- 19. Граница
- 20. Роботи
- 21. Нулта гравитациона зона
- 22. Рутина
- 23. Припрема за журку
- 24. Лажни свет
- 25. Код Земља
- 26. Лажни почетак

## 2. сезона
- 27. Нови ред
- 28. Неуцртана територија
- 29. Истраживање
- 30. Диван дан
- 31. Господин Пак
- 32. Дан заљубљених
- 33. Финални микс
- 34. Карика која недостаје
- 35. Улоге на столу
- 36. Мрави војници
- 37. Заједнички интерес
- 38. Искушење
- 39. Неочекиван обрт
- 40. Напад зомбија
- 41. Ултиматум
- 42. Фина збрка
- 43. Ксенин Пољубац
- 44. Страх од висине
- 45. Хладни рат
- 46. Већ виђено
- 47. У топ форми
- 48. Има ли кога?
- 49. Франц Хопер
- 50. Контакт
- 51. Откровење
- 52. Кључ

## Увод
- Ксена се буди, први део
- Ксена се буди, други део

## 3. сезона
- 53. У срце
- 54. Лиоко минус један
- 55. Дигитално море
- 56. Лажни траг
- 57. Аелита
- 58. Противник
- 59. Тајна
- 60. Привремено лудило
- 61. Саботажа
- 62. Реинкарнација
- 63. Три је Одов омиљени број
- 64. Невоља на квадрат
- 65. Финална рунда

## 4. сезона
- 66. Вилијамов повратак
- 67. Двострука превара
- 68. Уводни наступ
- 69. Пропаст соба
- 70. Скидбладнир
- 71. Прво путовање
- 72. Брзи курс
- 73. Реплика
- 74. Радије не бих о томе
- 75. Врућа киша
- 76. Језеро
- 77. Изгубљен на мору
- 78. Лабораторијски миш
- 79. Право на хвалисање
- 80. Пасје поподне
- 81. Без добре воље
- 82. Далека сећања
- 83. Зла срећа
- 84. Навођени пројектил
- 85. Шок на академији
- 86. Псећи проблеми
- 87. Одисеја у свемиру
- 88. Род рођени
- 89. Умилна музика за дивљу звер
- 90. Погрешна експозиција
- 91. Лоша веза
- 92. Хладан зној
- 93. Чврсто на Земљи
- 94. Битка до краја
- 95. Одјеци

## Код Лиоко: Еволуција
- 96. Ксена 2.0
- 97. Кортекс
- 98. Спектроманија
- 99. Госпођица Ајнштајн
- 100. Ривалство
- 101. Сумња
- 102. Узврати ударац
- 103. Вирус
- 104. Како преварити Ксену
- 105. Буђење ратника
- 106. Састанак
- 107. Збрка у школи
- 108. Петак тринаести
- 109. Продирање
- 110. Без кодова
- 111. Збрка
- 112. Сигурна будућност
- 113. Трвдоглавост
- 114. Замка
- 115. Шпијунажа
- 116. Клонови
- 117. Избачена
- 118. Џеремијева туга
- 119. Временска збрка
- 120. Породица
- 121. Последња мисија